# Yusuke Kawagishi
Yusuke Kawagishi (født 26. maj 1992) er en japansk fodboldspiller, som spiller for den japanske fodboldklub Thespakusatsu Gunma.